# Wolfgang Ruoff
Wolfgang Ruoff (* 8. Mai 1882 in Rüschlikon; † 9. November 1964 in München) war ein Pianist und Musik-Professor, der von 1920 bis 1948 an der Münchner Akademie für Tonkunst Klavier unterrichtete. Bekannt ist er als erster akademischer Lehrer von Wolfgang Sawallisch.

## Leben und Werk
Ruoff wurde in Rüschlikon bei Zürich geboren, als Sohn von Theodor Ruoff, Kaufmann und Maria Ruoff, geborene Müller. Er machte am Karls-Gymnasium Stuttgart Abitur und ging für ein geisteswissenschaftliches Studium an die Ludwig-Maximilians-Universität München. Er wechselte sein Studienfach und studierte an der Münchner Akademie für Tonkunst von 1901 bis 1904 Klavier und Musiktheorie bei Anton Beer-Walbrunn und Viktor Gluth, sowie in der Meisterklasse bei Bernhard Stavenhagen und schloss auch bei ihm ab. Er trat anschließend als Pianist und als Konzertbegleiter im In- und Ausland auf. Seine „erfolgreiche“ Karriere als Begleiter von Hermine Bosetti, Johannes Messchaert, Ludwig Wüllner oder Paul Bender fand überwiegend im romantischen und klassischen Bereich statt, er hatte aber insbesondere als Kammermusiker auch ein Interesse an zeitgenössischer Musik. In der Kammermusik war Karl Thomann ein regelmäßiger Partner. Mit dieser Karriere erwarb er sich ein Ansehen, das 1920 zu einer Anstellung als Dozent an die Münchner Musikakademie führte, wo er das Hauptfach Klavier unterrichtete. 1925 wurde er als außerordentlicher Professor berufen, 1943 zum ordentlichen Professor befördert. 1948 wurde er aus Altersgründen in den Ruhestand versetzt, und wurde zum Ehrenmitglied der Akademie ernannt.
Wolfgang Sawallisch berichtete in seinen Lebenserinnerungen von Ruoff, bei dem er bereits als Schüler und zwischen Abitur und Kriegsdienst Privatunterricht nahm:

„Es war ein Ereignis, wie er [Ruoff] aus der technischen Bewältigung einer Phrase heraus die Musik entwickelte, wie er mir klarmachte, daß die Musik anders wird, wenn die Technik anders ist. Bei ihm begriff ich, daß die Beherrschung der Technik eine der Voraussetzungen für Qualität ist, eine Erkenntnis, die für mich Bestandteil meiner ganzen musikalischen Erziehung wurde – auch vom Dirigentistischen her.“

Weitere Schüler von Ruoff waren Herbert Spitzenberger oder Philippine Schick.
Ruoff war kein Mitglied der NSDAP, auch die vergleichsweise späte Berufung als ordentlicher Professor spricht gegen gute Kontakte zu den Machthabern. Er zog jedoch 1934 in das für seine Künstlerkultur berühmte Münchner Hildebrandhaus in Bogenhausen und bekam dort hautnah mit, wie seine Vermieterin und Bewohnerin der Nachbarwohnung wegen ihrer Abstammung als Nichtarierin verfolgt und das Haus 1941 enteignet und arisiert wurde. Neben Ruoff wohnten im Hildebrandhaus zwei weitere Professoren der Musikakademie, von 1936 bis 1937 der Geiger und Musikprofessor Wilhelm Stross und ab 1941 die Pianistin und Musikprofessorin Rosl Schmid. Hinzu kamen die Bildhauer Ernst Andreas Rauch, Wilhelm Nida-Rümelin und Theodor Georgii. Letzterer war der Schwiegersohn des Erbauers Adolf von Hildebrand.
Ruoff wohnte bis zu seinem Tod 1964 im Hildebrandhaus. Er unterhielt einen regen Schriftwechsel mit Kollegen und Künstlern wie Erwin Kroll, Walter Frickert, Richard Würz, Hermann Wolfgang von Waltershausen und Josef Magnus Wehner